# ダイオジェナイト

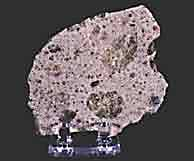

ダイオジェナイト(Diogenite)は、HED隕石の仲間の1つで、石質隕石のエイコンドライトに含まれる。

## 起源と組成
ダイオジェナイトは、小惑星ベスタの地殻深くに由来し、HED隕石の一部であると考えられている。約40個が知られている。
ダイオジェナイトは、深成岩に起源を持つ火成岩で構成され、ユークライトよりも大きな結晶が成長するのに十分な深さでゆっくりと固化した。これらの結晶は、主にマグネシウムの多い輝石であり、少量の斜長石とカンラン石を含む。

## 命名
ダイオジェナイトは、隕石が宇宙に由来すると初めて提唱した古代ギリシアの哲学者ディオゲネスに因んで命名された。